# Rio Amônia
O rio Amônia é um rio brasileiro que banha o estado do Acre. Localiza-se próximo ao município de Porto Walter, onde há forte trâfego de embarcações regionais.